# マクシミリアン・マリア・フォン・トゥルン・ウント・タクシス
マクシミリアン・マリア・フォン・トゥルン・ウント・タクシス（Maximilian Maria von Thurn und Taxis, 1862年6月24日 - 1885年6月2日）は、ドイツのシュタンデスヘル。トゥルン・ウント・タクシス侯（在位：1871年 - 1885年）。全名はマクシミリアン・マリア・カール・ヨーゼフ・ガブリエル・ラモラル (Maximilian Maria Karl Joseph Gabriel Lamoral)。

## 生涯
トゥルン・ウント・タクシス侯世子マクシミリアン・アントンと、その妻でバイエルン公マックス・ヨーゼフの娘であるヘレーネの間の長男として、ヴュルテンベルク王国ディッシンゲン郊外のタクシス城で生まれた。母方の伯母はオーストリア皇帝フランツ・ヨーゼフ1世の皇后エリーザベトである。1867年に父を亡くすと同時に、わずか5歳で侯家の世子とされ、家督の後継者となるべく教育された。1871年に祖父マクシミリアン・カールが死ぬと、その後を継いで9歳で表向きのトゥルン・ウント・タクシス家の当主となったが、姉弟は成人するまで母ヘレーネの後見下に置かれた。
カール・フォン・ガイヤー＝シュレッペンブルク男爵 (Carl Freiherr von Geyr-Schleppenburg) の監督下で教育され、公立のギムナジウムには通わずに家庭教師から勉強を教わった。1880年の秋より、ボン大学、シュトラスブルク大学、ゲッティンゲン大学において、哲学、法学、国民経済学 (Nationalökonomie) を学んだ。幼い頃から乗馬や狩猟を好み、また芸術や諸学問にも通じていた。彼は自家の文書記録係たちに、一定の学問的水準のトゥルン・ウント・タクシス家の歴史を執筆するように命じている。
1883年の24歳の誕生日と同時に、名実ともにトゥルン・ウント・タクシス家の家長となった。家長就任に際し、レーゲンスブルク市とその周辺部の貧民たちに多額の寄付金を贈り、また同時に本邸であるザンクト・エメラム修道院宮殿 (Schloss-Kloster Sankt Emmeram) を増改築し、旧修道院の一部を取り壊してネオルネサンス様式の南翼を築かせた。
1885年、ウィーンに義理の叔父のフランツ・ヨーゼフ皇帝を訪問し、つがいの雷鳥をプレゼントして帰った際に、重篤な病に倒れた。この病をおして宮殿内の図書館の改修工事を監督したが、幼い頃の猩紅熱の後遺症で心臓が弱かったこともあり、心臓麻痺により23歳で死去した。遺骸はザンクト・エメラム修道院宮殿内の墓所に葬られた。彼が始めたザンクト・エメラム修道院宮殿の改築事業は、後継者たちによって完成され、「ドイツ史上の重要な記念建造物」(bedeutendes Denkmal des Historismus in Deutschland) と評価されている。
未婚で死去したため、当時17歳だった弟アルベルトが家督を継承した。